# Tubificoides galiciensis
Tubificoides galiciensis är en ringmaskart som beskrevs av Martinez-Ansemil och Giani 1987. Tubificoides galiciensis ingår i släktet Tubificoides och familjen glattmaskar. Inga underarter finns listade i Catalogue of Life.